# Premio Dorado
El premio Dorado es una distinción que galardona a los participantes del proceso de producción y puesta en el aire en la radio y televisión argentina.

## Modalidades de premiación
Un jurado integrado por periodistas y locutores de cada emisora e institución adherida, y por los ganadores de las ediciones anteriores eligen las siguientes categorías:
- labor masculina en AM
- labor femenina en AM
- labor masculina en FM
- labor femenina en FM
- mejor programación integral AM
- mejor programación integral FM
- servicio informativo
- cronista de exteriores

Un jurado de periodistas elige las siguientes categorías:
- programa en AM
- programa en FM
- conductor o conductora en AM y
- conductor o conductora en FM.

Un jurado integrado por periodistas especializados de diversos medios de comunicación elige las siguientes categorías:
- idea alternativa en AM
- idea alternativa en FM
- realización integral en AM
- realización integral en FM
- locutor o locutora en AM o en FM
- revelación del año en AM o en FM
- operador u operadora en AM o en FM
- labor de humor AM
- labor de humor FM
- labor en cultura o espectáculos AM o en FM
- labor en información y opinión en AM o en FM
- labor periodística sobre la radio
- musicalización
- deporte
- distinción federal

La entidad organizadora de los premios elige:
- premio a la trayectoria.[3]